# Tomáš Bárta
Pour les articles homonymes, voir Barta.
Tomáš Bárta, né le 28 avril 1999 à Olomouc, est un coureur cycliste tchèque.

## Palmarès et résultats

### Palmarès sur route
- 2019
  -  Champion de République tchèque sur route espoirs
  - 3e du V4 Special Series Debrecen - Ibrany
- 2021
  - 3e du Trofej Umag-Umag Trophy
- 2022
  - 2e étape du Grand Prix cycliste de Gemenc
  - 2e du Trofej Umag-Umag Trophy
  - 2e de la Visegrad 4 Bicycle Race-GP Poland
  - 2e du Grand Prix cycliste de Gemenc
  - 2e du Grand Prix Kranj

### Classements mondiaux
| Année                                 | 2018  | 2019 | 2020  | 2021 | 2022 | 2023  | 2024  |
| ------------------------------------- | ----- | ---- | ----- | ---- | ---- | ----- | ----- |
| Classement mondial                    | 2560e | 886e | 1312e | 544e | 352e | 1081e | 1649e |
| UCI Europe Tour                       | 1693e | 645e | 1004e | 437e | 282e | nc    | nc    |
|                                       |       |      |       |      |      |       |       |
| Légende : nc = non classéSource : UCI |       |      |       |      |      |       |       |

### Palmarès sur piste
- 2016
  -  Champion de République tchèque de poursuite par équipes juniors (avec Václav Kočařík, Daniel Babor et Jan Cink)
- 2017
  -  Champion de République tchèque de poursuite par équipes juniors (avec Antonín Kostiha, Matouš Měšťan et Jakub Šťastný)
- 2018
  - 3e du championnat de République tchèque de poursuite par équipes
- 2020
  -  Champion de République tchèque de scratch